# Martin Frost
Jonas Martin Frost III (Glendale, 1º gennaio 1942) è un politico statunitense, membro della Camera dei Rappresentanti per lo stato del Texas dal 1979 al 2005.

## Biografia
Nato in una famiglia ebrea della California, Frost studiò giornalismo all'Università del Missouri e in seguito lavorò come reporter per alcune emittenti locali del Texas.
Entrato in politica con il Partito Democratico, nel 1974 si candidò alla Camera dei Rappresentanti senza successo. Nel 1978 si presentò nuovamente e riuscì ad essere eletto deputato, venendo riconfermato negli anni successivi per altri dodici mandati. Nel 2004, in seguito ad una ridefinizione dei distretti congressuali del Texas, Frost decise di concorrere per un altro seggio, venendo tuttavia sconfitto dal collega repubblicano Pete Sessions.
Dopo il ritiro dal Congresso, Frost venne assunto come commentatore politico da Fox News Channel.